# کراوفوردویل (جورجیا)
کراوفوردویل، جورجیا (به انگلیسی: Crawfordville, Georgia) یک شهر در ایالات متحده آمریکا با جمعیت ۵۷۲ نفر است که در جورجیا واقع شده‌است.

## موقعیت جغرافیایی
موقعیت جغرافیایی شهرها و مناطق اطراف به شرح زیر است: